# Karl Abenthum
Karl Abenthum (* 8. März 1901 in Schwanthalerhöhe, München; † 27. Dezember 1976 ebenda) war ein deutscher  katholischer Pfarrer und Päpstlicher Hausprälat.

## Leben
Abenthum wurde als unehelicher Sohn von Karl Liedl, Musiker und Gelegenheitsarbeiter, und Franziska Abenthum, eine Arbeiterin und Köchin, geboren. Er wuchs bei den Großeltern in Mühldorf später Uffing am Staffelsee  auf. Zuerst besuchte er die Volksschule in Eglfing und Farchant. Nach dem Abschuss ging er zwischen 1914 und 1920 auf Missionsseminar in Schweiklberg. Danach setzte er seine Ausbildung am Kurfürst-Maximilian-Gymnasium Burghausen fort. 1923 schloss er dort mit dem Abitur ab.
Nach dem Abitur nahm Abenthum an der Philosophisch-theologischen Hochschule Freising ein Studium der Theologie auf, das er später bis 1927 an der Ludwig-Maximilians-Universität München fortsetzte. Am 29. Juni 1928 weihte Michael von Faulhaber ihn zum Priester.
Abenthum wirkte zunächst als Kaplan in der St. Franziskus-Kirche in Münchener Stadtteil Giesing. 1933 legte er die Pfarrkonkursprüfung ab und wurde ab 1. Mai 1935 Pfarrvikar ernannt. Am 1. November 1935 wurde er zum Kooperator an der Münchner Dompfarrei ernannt. 1937 wurde er zweiter Domprediger und 1939 erster Domprediger an der Frauenkirche. Am 4. September 1942 wurde er zum Dompfarradministrator ernannt. 1946 wurde er zum Dompfarrer und am 24. März 1946 mit Wirkung zum 1. Juli 1946 zum Canonicus Coadjutor ernannt. Am 16. März 1948 wurde er Domkapitular gewählt. Aus Anlass der Vollendung des Domes am 18. September 1957 ernannte ihn Papst Pius XII. zum Päpstlichen Hausprälaten.
Er war Mitglied der KDStV Aenania München im CV. Karl Abenthum starb im Alter von 75 Jahren.

## Grabstätte
Die Grabstätte von Karl Abenthum befindet sich auf dem Münchner Waldfriedhof (Grabnr. 142-II-1).

## Ehrung
Am 23. Juni 1962 wurde Abenthum vom bayerischen Ministerpräsidenten Hans Ehard der Bayerische Verdienstorden verliehen.

## Werke
- Das Jahr des Herrn, Glocken-Verlag 1946
- Der eheliche Mensch, Franz-Sales-Verlag 1947
- Das Wagnis der letzten Stunde, Franz-Sales-Verlag 1948